# فرودگاه جونزویل ماین
فرودگاه جونزویل ماین (به انگلیسی: Jonesville Mine Airport) یک فرودگاه همگانی است که یک باند فرود شن دارد و طول باند آن ۴۴۲ متر است. این فرودگاه در شهر سوتون آلپاین، آلاسکا کشور ایالات متحده آمریکا قرار دارد و در ارتفاع ۲۶۵ متری از سطح دریا واقع شده‌است.